# جلوه‌های صوتی
جلوه‌های صوتی یا افکت صوتی یا افکت صدا (به انگلیسی: Sound effects) که ممکن است به آن جلوه‌های شنیداری یا سمعی (به انگلیسی: Audio effects) هم گفته شود به صداهایی گفته می‌شود که عمدتاً غیرطبیعی هستند و به طور هوشمندانه ساخته شده‌اند. از جلوه‌های صوتی به طور گسترده در رسانه‌ها و آثار شنیداری و دیداری (سمعی و بصری) مانند ایستگاه‌های رادیو، کانال‌های تلویزیون، فیلم، بازی ویدئویی و غیره، و همین‌طور در دنیای واقعی همانند صداهای مختلف آزیر استفاده می‌شود تا به جای استفاده از موسیقی، دیالوگ یا کلام، پیام و مفهومی مثل خطر، وضعیت اورژانسی، زمان تبلیغ و غیره به شنونده ارسال شود.

## صفحات مرتبط
- جلوه‌های ویژه
- جلوه‌های بصری
- نویز سفید